# Tetrapus
Tetrapus is een geslacht van vliesvleugeligen uit de familie vijgenwespen (Agaonidae). De wetenschappelijke naam van dit geslacht is voor het eerst geldig gepubliceerd in 1885 door Mayr.

## Soorten
Het geslacht Tetrapus omvat de volgende soorten:
- Tetrapus americanus Mayr, 1885
- Tetrapus antillarum Ashmead, 1900
- Tetrapus apopnus Peñalver & Engel, 2006
- Tetrapus costaricanus Grandi, 1925
- Tetrapus delclosi Peñalver & Engel, 2006
- Tetrapus ecuadoranus Grandi, 1934
- Tetrapus mayri Brues, 1910
- Tetrapus mexicanus Grandi, 1952